# Somniosus rostratus

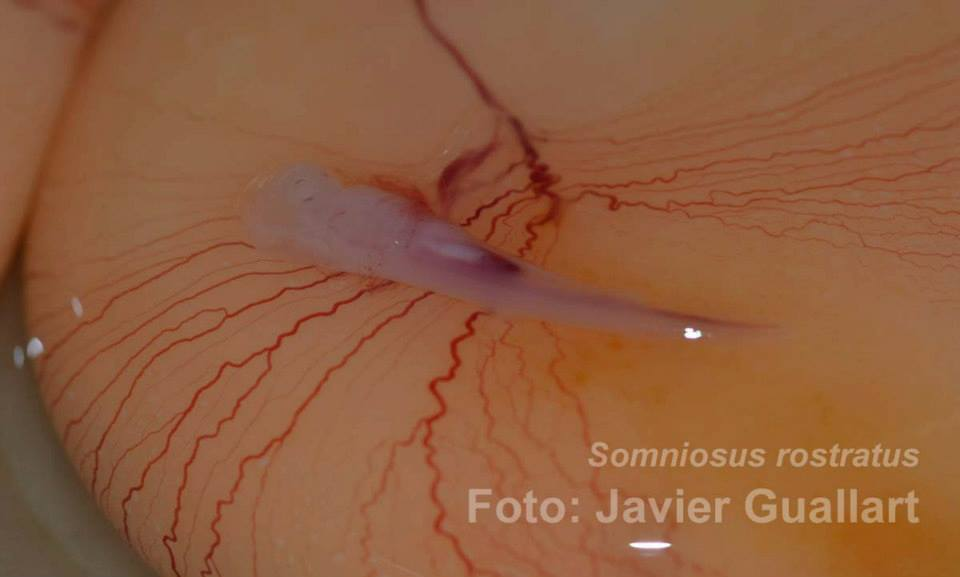
Embrione di lemargo

Il lemargo (Somniosus rostratus (Risso, 1827)) è uno squalo marino appartenente alla famiglia Somniosidae, diffuso nel mar Mediterraneo e nell'oceano Atlantico orientale. È una specie raramente osservata e tipica di acque profonde.

## Descrizione
È uno squalo dal corpo tozzo e di piccole dimensioni, non superando i 143 cm. La colorazione è nerastra. Come tutti gli squali dell'ordine Squaliformes non è dotato di pinna anale, mentre ha due pinne dorsali di cui la seconda è collocata molto posteriormente. La pinna caudale è lievemente eterocerca, con il lobo superiore di dimensioni maggiori, e presenta una breve carena alla base. Manca di fotofori.
Somiglia a Somniosus longus, dal quale si distingue per l'occhio in proporzione di diametro minore e la seconda pinna dorsale di dimensioni chiaramente inferiori della prima.

## Biologia

### Alimentazione
La sua biologia è generalmente poco conosciuta. Gli esemplari catturati nel mar Mediterraneo risultano nutrirsi principalmente di Histioteuthis e di altri cefalopodi (Abralia veranyi, Loligo vulgaris) e in minor parte di crostacei e piccoli pesci.

### Riproduzione
È viviparo. Le femmine si spingono in acque meno profonde e più vicine alla costa per partorire; alla nascita i piccoli (in genere tra 6 e 9, talvolta anche in numero maggiore) misurano tra i 21 e i 28 cm. I maschi raggiungono la maturità sessuale già a 70 cm, le femmine non prima degli 80.

## Distribuzione e habitat
Vive tra i 200 e i 2700 m di profondità, sulla piattaforma e lungo la scarpata continentale; a causa di questa sua caratteristica, i limiti precisi dell'areale di questa specie non sono ben noti. Il lemargo è diffuso nell'est dell'oceano Atlantico e nell'ovest del mar Mediterraneo, dove potrebbe non essere molto raro pur essendo raramente osservato; ne sono stati catturati esemplari anche a Malta e sulle coste della Tunisia, dove non era mai stato trovato in precedenza. Nell'Atlantico, è presente a Madera e lungo la costa nord della Francia. Risultano anche delle segnalazioni da Cuba. È invece assente dal mar Nero.

## Pesca
È talvolta presente nel bycatch della pesca a strascico del gambero viola. È commestibile ma di scarso valore commerciale; a volte le sue carni sono vendute come Centrophorus sp. Dall'introduzione del palangaro mesopelagico per la pesca al pesce spada, le catture accidentali di S. rostratus nel mar Mediterraneo sono diventate più frequenti, avvenendo soprattutto quando l'attrezzo si rompe e gli ami scendono oltre i 1500 m di profondità.

## Tassonomia
Questa specie è stata descritta da Antoine Risso nel 1827 con il nome Scymnus rostratus. Gli esemplari precedentemente identificati come Somniosus rostratus provenienti dall'oceano Pacifico sono ritenuti essere una specie differente, Somniosus pacificus.

## Conservazione
Anche se non esistono misure specifiche per la protezione del lemargo, questa specie è interessata dai provvedimenti dedicati a proteggere gli squali che vivono in acque profonde, tra cui il limite di 1000 m alla pesca a strascico nel Mediterraneo e le restrizioni alla pesca alle Isole Canarie, Azzorre e a Madeira.

La valutazione del 2009 della lista rossa IUCN classificava S. rostratus come "dati insufficienti". Nel mar Mediterraneo, le catture più frequenti dovute all'introduzione del palangaro mesopelagico hanno dimostrato che questa specie è più comune di quanto ritenuto in precedenza; date le poche informazioni sul suo ciclo vitale è però difficile valutare precisamente l'impatto che ciò avrà sulla sua popolazione, tenendo anche conto che altre specie del genere Somniosus sono note per la loro longevità e ciclo vitale lento. Nel 2016 la popolazione mediterranea è quindi stata nuovamente classificata come "dati insufficienti".
La valutazione globale del 2020 classifica invece il lemargo come "a rischio minimo" perché è presente anche in aree in cui non sono note attività di pesca che interessano le acque profonde.